# Sorex trowbridgii
Sorex trowbridgii е вид бозайник от семейство Земеровкови (Soricidae).

## Разпространение
Видът е разпространен в Канада (Британска Колумбия) и САЩ (Вашингтон, Калифорния и Орегон).